# Boonville, Missouri
Boonville är administrativ huvudort i Cooper County i Missouri. Orten är känd för slaget vid Boonville i amerikanska inbördeskriget.

## Kända personer från Boonville
- Lon Stephens, politiker